# Витамин C
Витамин C (произнася се витамѝн це), наричан още аскорбинова киселина или L-аскорбат, е водоразтворим витамин. Химичната му формула е C6H8O6 и е с моларна маса 176,13 g/mol. Оставен на въздуха, даже при стайна температура, се окислява бързо.
Поради големия брой благоприятни ефекти върху човешкия организъм витамин C се използва като хранителна добавка (Е-номер Е300), включва се в редица лекарства против грипни и простудни заболявания и в България може да се закупи от аптека без рецепта, под формата на таблетки или ампули.

## Физиологична роля
Важността на аскорбиновата киселина за животните и човека е известна отдавна. В България един от първите изследователи и популяризатори на значението ѝ за организмите е проф. Иван Митев с книгата си „Витамините“, издадена през 1941 г. Най-известната роля на аскорбата в животинските организми е като антиоксидант и при синтеза на колаген. Именно блокирането на колагеновия синтез е причината за така разпространената в миналите векове болест скорбут (Smirnoff, 1996). В растенията аскорбатът има не по-малко важни функции, като основната е антиоксидантната.
1. Антиоксидант.
2. Ензимен кофактор. Аскорбатът е кофактор на набор от хидроксилиращи ензими, например пролил и лизилхидроксилази.
3. Електронен транспорт. In vitro аскорбатът е донор за фотосинтетичния и митохондриалния транспорт.
4. Синтез на оксалати и тартарати при растенията.
5. Аскорбатът има регулаторна роля за растежа и деленето на растителните клетки.
6. Аскорбатът и неговите окислени форми участват в поддържането на редокс-статуса на клетките, наред с глутатиона (Noctor & Foyer, 1998).
7. При животните е прекурсор на колагена.

## Абсорбция, транспорт и екскреция
Аскорбиновата киселина се абсорбира в тялото чрез активен транспорт и проста дифузия. Натрий-зависимите хексозни транспортери (GLUTs) и Na-аскорбат ко-транспортерите (SVCTs) са необходими за абсорбцията на витамин С. SVCT1 и SVCT2 вкарват редуцираната му форма през мембраната. GLUT1 и GLUT2 са глюкозни транспортери и вкарват само дехидро-формата на аскорбиновата киселина. Въпреки че дехидроаскорбиновата киселина се абсорбира много по-бързо от аскорбата, количеството дехидроаскорбинова киселина в плазмата и тъканите в нормално състояние е ниско, защото клетките бързо редуцират дехидро-формата до аскорбат. Заради това доминиращата транспортна система за витамин С в тялото са протеините SVCT.
Белтъците SVCT2 отговарят за транспорта на витамин С в почти всички клетки с изключение на червените кръвни клетки, които губят тези протеини при узряването си. Генетично модифицирани животни с премахнатия ген умират малко след раждането, което вероятно означава, че транспортирането на витамин С помощта на SVCT2 е необходимо за живота.
Препоръчителният дневен прием на аскорбинова киселина е обект на спорове. Изглежда степента на резорбция намалява с увеличаване на приетата доза (Levine, 1996). Вътреклетъчната концентрация на витамин С е една и съща при 30 и 60 mg дневна доза, а при 100 mg се наблюдава насищане на неутрофили, моноцити и лимфоцити. Бионаличността е пълна при 200 mg, но не и при по-високи дози. Уринна екскреция не се наблюдава при дози под 100 mg, a почти цялото абсорбирано количество се екскретира при доза от 500 mg. Пълно насищане на кръвната плазма се наблюдава при 1000 mg, за сметка на намалена бионаличност и увеличена уринна екскреция. Дневният препоръчителен прием зависи от възрастта и пола: 
- 1 – 3 години – 15 mg
- 4 – 8 години – 25 mg
- 9 – 13 години – 45 mg
- 14 – 18 години момичета – 65 mg
- 14 – 18 години момчета – 75 mg
- над 18 години жени – 75 mg
- жени по време на бременност – 85 mg
- жени по време на кърмене – 120 mg
- над 18 години мъже – 90 mg.

Концентрациите на аскорбат над прага на бъбречната реабсорбция преминават свободно в урината и се екскретират. При високи дози (няколкостотин mg на ден за хора) аскорбатът се натрупва в тялото, докато плазмените нива достигнат прага на бъбречна резорбция, който е около 1,5 mg/dL за мъже и 1,3 mg/dL за жени. Концентрации в плазмата, по-високи от тези стойности (смята се, че представляват пренасищане), бързо се екскретират с урината, като намаляват два пъти на всеки 30 минути. Концентрации под този праг се задържат от бъбреците и се екскретират много по-бавно. При спиране на приема на витамин C около 83-тия ден се появяват първите симптоми на скорбут.